# 2B9 Vasilek
El 2B9 Vasilek (Flor de blat de moro) era un morter - canó automàtic de 82 mm desenvolupat a la Unió Soviètica en 1967 i posada en servei en l'Exèrcit Roig en 1970. Estava basat en el morter automàtic F-82. Al contrari que altres morters convencionals, el 2B9 podia disparar en semiautomàtic o en automàtic, utilitzant carregadors de quatre projectils. Els projectils podien ser carregats tant per avantcàrrega o per retrocàrrega. Per culpa del seu carrutage, el 2B9 era més similar a una peça d'artilleria lleugera que a un morter convencional.
El 2B9 va ser utilitzat a l'Afganistan per les tropes soviètiques i encara està en ús per les unitats d'infanteria de la VDV russa. En el conflicte a l'Afganistan, les tropes soviètiques van comprovar la gran efectivitat i versatilitat d'aquesta arma.

## Història
En 1988, el 2B9 va ser utilitzat com a arma autopropulsada quan es va muntar en la part de darrere d'un vehicle de transport de personal blindat MT-LB.
Durant la Guerra Civil siriana, el 2B9M Vasilek va ser utilitzat per les Forces Armades Sirianes, les Unitats de Protecció Popular kurdes, i el grup islamista d'Ansar al-Sham. Més tard, el morter automàtic 2B9M va ser utilitzat en el Mont Chalma, en el districte de Kesab.
El 2B9 Vasilek va ser utilitzat per les Forces Armades Unides de Novorossiya, part de les forces separatistes de la Guerra al Donbàs, a les quals Rússia donava suport.

## Munició
El 2B9 es capaç de disparar projectils d'alt explosiu, alta penetració, de fum i bengales. Els projectils d'alta penetració pesaven 3,1 kg, tenien una carrega explosiva fe 75 grams, capaç de penetrar 100 mm de blindatge. Quan explotava el projectil, podia arribar a produir entre 400 i 600 fragments de metralla.

## Variants
- 2B9 Vasilek - Model bàsic
  - 2B9M Vasilek - Versió més moderna introduïda en 1982, i adoptada en 1983.[3]
- Tipus W99 - Un 2B9 Vasilek produït a la República Popular de la Xina, per Norinco.[7]

## Operators

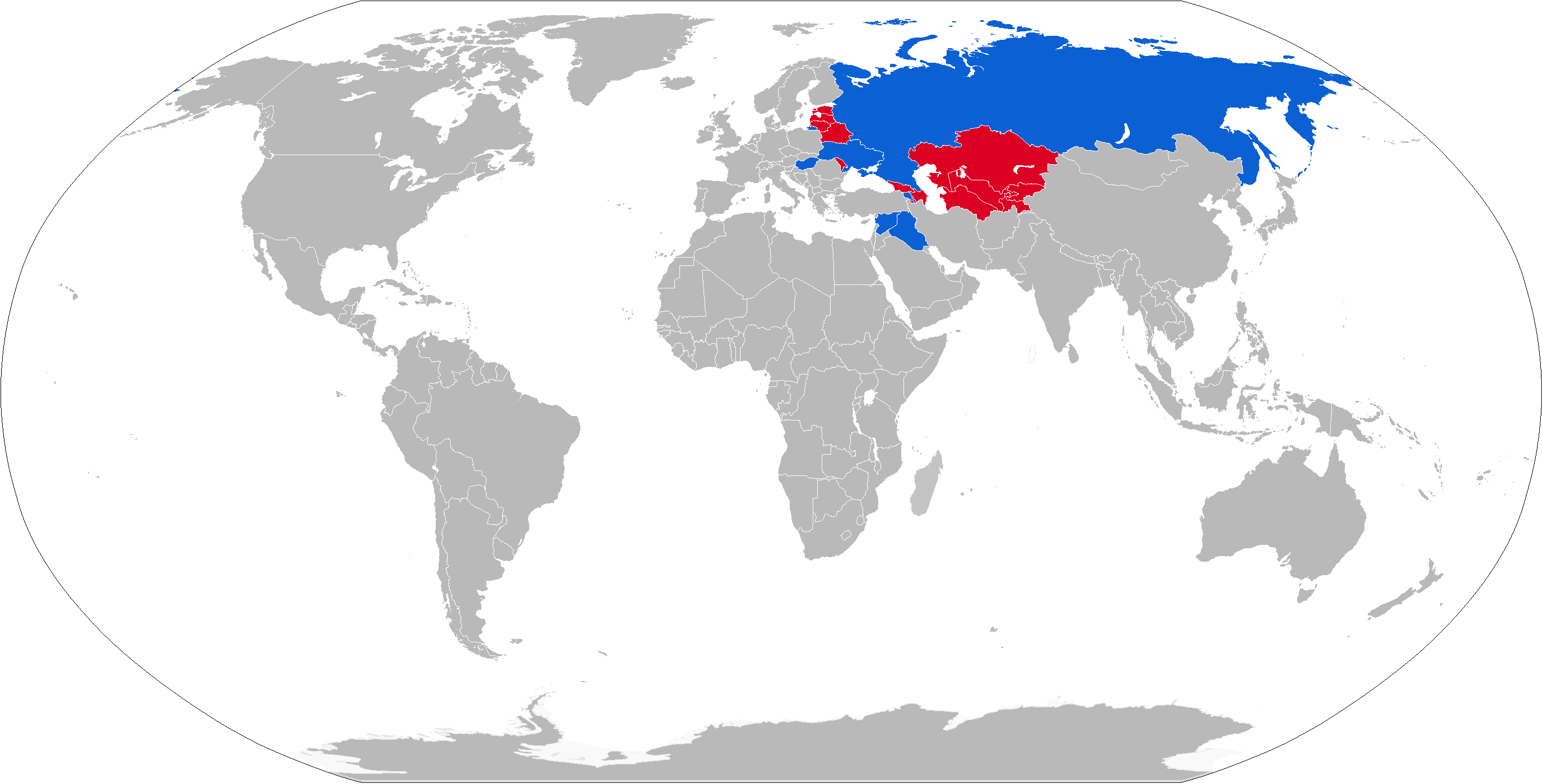
Mapa amb els usuaris del 2B9 en blau, i els antics usuaris en vermell

### Actuals usuaris
- Armènia
- Hongria
- Iraq - Utilitzats durant l'època de Saddam Hussein, usualment montats en MT-LB.
- Rússia
- República Àrab Siriana - Utilitzat per les forces governamentals i rebels en la Guerra Civil siriana.[3]
- Ucraïna - Utilitzat per les forces governamentals i rebels en la Guerra al Donbàs.[4][8]

### Antics usuaris
- Unió Soviètica - Va passar als seus estats successors.